# Coelogyne papillosa
Coelogyne papillosa é uma espécie de orquídea epífita, família Orchidaceae, originária de Sabah, em Borneu.